# Livingston Parish
Livingston Parish (franska: Paroisse de Livingston) är ett administrativt område, parish, i delstaten Louisiana, USA. År 2010 hade området 128 026 invånare. Den administrativa huvudorten är Livingston.

## Geografi
Enligt United States Census Bureau har countyt en total area på 1 820 km². 678 av den arean är land och 142 km² är vatten.

### Angränsande countyn
- Saint Helena Parish - norr
- Tangipahoa Parish - öst
- Saint John the Baptist Parish - sydost
- Ascension Parish - sydväst
- East Baton Rouge Parish - väst